# Sunita Singh Choken
Sunita Singh Choken (née c. 1985) est une alpiniste et activiste indienne.
Elle gravit l'Everest en 2011. Elle effectue ensuite deux voyages à vélo pour promouvoir à la fois l'environnement et la campagne et les droits des femmes ("Beti Bachao, Beti Padhao"). Elle reçoit plusieurs prix dont le Nari Shakti Puraskar 2016.

## Biographie

### Enfance et éducation
Sunita Singh Choken est née en 1985 dans une famille hindoue Gurjar. Elle grandit à Rewari (Haryana) et Kishorpura (Rajasthan) et a terminé sa scolarité à Amritsar ( Pendjab),. Son père travaillait pour la douane. Choken se forme à l'alpinisme à Manali et à Darjeeling

### Carrière
Choken escalade cinq montagnes à Manali, Darjeeling et Uttarkashi, puis est choisie par le Népal pour rejoindre une expédition allant jusqu'au sommet de l'Everest qu'elle gravit en 2011, à l'âge de 25 ans, devenant ainsi la plus jeune femme de l'Haryana à réaliser cette ascension,. 
En 2017, Choken commence un voyage à vélo de 4 200 km de Kânyâkumârî à Leh visant à promouvoir les campagnes « Sauver et éduquer les filles » ( Beti Bachao, Beti Padhao ) et « Préserver l'environnement »,. Elle couvre finalement 4 656 km et plante 220 arbres le long du parcours. Elle retourne ensuite à Amritsar pour enseigner le yoga, à l'invitation de Vivekananda Kendra. Elle devient surintendant adjoint de police (DSP) dans la police de l'Haryana en 2018 à la suite d'une décision de la Haute Cour du Pendjab et de l'Haryana. Toujours en 2018, elle fait un autre voyage à vélo pour promouvoir Beti Bachao, Beti Padhao, parcourant cette fois une distance de 5 000 km du temple de Somnath (Gujarat) au Népal.

## Prix et médailles
Elle reçoit le Nari Shakti Puraskar 2016, présenté par le président de l'Inde, Pranab Mukherjee. Elle reçoit également des prix dans les forces de l'ordre.